# Кант-77
«Кант-77» — ныне не существующий киргизский футбольный клуб, представлявший Кант. В 2007-2009 годах выступал в Высшей лиге Кыргызстана.

## История
Клуб был создан в 2007 году и сразу же включён в Высшую лигу Кыргызстана. Формально «Кант-77» входил в систему кантской «Абдыш-Аты», но также считался базовым клубом юношеской сборной Кыргызстана.
Первый состав клуба состоял из игроков 1989-1990 годов рождения, значительная часть из которых выступала за сборную в своём возрасте.
В первом сезоне клуб стал безнадёжным аутсайдером Высшей лиги, набрав лишь 9 очков в 32 матчах. В 2008 году «Кант-77» занял 7-е место среди 9 участников, а в 2009 году стал 5-м с равным числом побед и поражений.
В этот период за команду также стали выступать игроки более старшего возраста (Артём Щербина, Евгений Пилипас), но вместе с тем добавились игроки 1992 г.р. и моложе.
В конце сезона 2009 года клуб был переименован в «Кант», отбросив приставку «77». Однако на следующий сезон он не был заявлен и прекратил существование.

## Таблица выступлений
| Год  | Лига   | Место  | И  | В | Н | П  | Мячи  | Бомбардир                                | Кубок |
| ---- | ------ | ------ | -- | - | - | -- | ----- | ---------------------------------------- | ----- |
| 2007 | Высшая | 9 из 9 | 32 | 2 | 3 | 27 | 11-89 | Ильяс Куватов Ермек Сагынбек уулу — по 3 | 1/4   |
| 2008 | Высшая | 7 из 9 | 16 | 4 | 5 | 7  | 20-28 | Артур Муладжанов — 4                     | 1/4   |
| 2009 | Высшая | 5 из 9 | 16 | 6 | 4 | 6  | 24-17 | Ринат Муратов — 7                        | 1/8   |

## Тренеры
- Анарбек Ормомбеков (2007)
- Александр Калашников (2008)
- Мурат Джумакеев (2009)

## Известные игроки
- Тахир Авчиев
- Руслан Амиров
- Артур Муладжанов
- Евгений Пилипас
- Шухрат Рахмонов
- Азиз Сыдыков
- Курсанбек Шератов
- Вениамин Шумейко
- Артём Щербина
- Максим Яковлев